# 秋風 (駆逐艦)
秋風（あきかぜ）は、日本海軍の駆逐艦。峯風型駆逐艦（一等駆逐艦）の9番艦である。艦名は立秋に秋の気配を感じさせる風を意味する。しかし1928年(昭和3年)の資料では｢秋吹く風｣に由来するとのみ記載されている。

## 艦歴

### 太平洋戦争開戦まで
は1919年（大正8年）5月24日、峯風型姉妹艦や樅型駆逐艦と共に命名された。同日附で一等駆逐艦に類別。三菱長崎造船所で建造。1920年（大正9年）6月7日に起工。同年12月14日に進水。1921年（大正10年）4月1日、竣工。横須賀鎮守府籍に編入。
1933年（昭和8年）3月3日に発生した昭和三陸地震のとき、秋風は第4駆逐隊に属して青森県の大湊要港部にあり、僚艦とともに出動した。羽風は岩手県の宮古で救援にあたった。
日中戦争（支那事変）に際して、1938年（昭和13年）以降は華中の沿岸作戦に参加した。1940年（昭和15年）末、峯風型4隻（羽風、秋風、太刀風、夕風）による第34駆逐隊新編にともない、4隻は舞鶴鎮守府に転籍した（夕風と太刀風は11月15日附、羽風と秋風は12月1日附）。
同年11月15日、第34駆逐隊は空母2隻（鳳翔、龍驤）と共に第三航空戦隊（司令官角田覚治少将）を編制する。
1941年（昭和16年）4月10日、「夕風」は第34駆逐隊から除籍されて第三航空戦隊に残り（同時に睦月型駆逐艦三日月を三航戦に編入）、34駆は峯風型3隻（羽風、秋風、太刀風）となった。同日附で第一航空戦隊の編制がかわり、大型空母2隻（赤城、加賀）と第34駆逐隊（羽風、秋風、太刀風）になった。また日本海軍の空母機動部隊構想により第一航空艦隊（司令長官南雲忠一中将/第一航空戦隊司令官兼任）が新編され、一航戦も組み込まれた。
5月1日、第一航空戦隊の駆逐隊は、最新の陽炎型駆逐艦（磯風、浦風、谷風）で編制された第17駆逐隊に変更された。第34駆逐隊は第二遣支艦隊に編入され、しばらく中国方面で活動した。9月15日、第34駆逐隊は第十一航空艦隊（司令長官塚原二四三中将）に編入された。基地航空部隊である第十一航空艦隊は南方作戦で重要な役割を担っており、「秋風」も司令部や基地要員の移動のため、南方へむかった。

### 太平洋戦争前半
1941年（昭和16年）12月8日の太平洋戦争（大東亜戦争）開戦時、「秋風」は台湾の高雄市所在で、不時着機の救難任務に従事した。秋風駆逐艦長は、森卓次少佐（海兵56期）であった。緒戦における第34駆逐隊（羽風、秋風、太刀風）は第十一航空艦隊に所属し、南方作戦（マレー作戦、比島作戦、蘭印作戦）における輸送や海上護衛作戦など、おもに後方での支援作戦に従事する。この頃になると峯風型は老朽化が進み、各艦とも最大発揮速力32ノット前後まで落ち込んでいた。
1942年（昭和17年）2月、「秋風」は蘭印作戦にともないインドネシアバンダ海のアンボン島方面に進出した。4月22日、アンボンを出発して内地にむかう。5月4日、秋風は舞鶴に帰投して、舞鶴海軍工廠で修理と整備をおこなった。6月8日、舞鶴を出発する。船団護衛をおこないつつ南東方面にむかい、6月22日にニューブリテン島のラバウルに進出した。
7月21日、「秋風」はサイパンよりラバウルに到着。7月23日に輸送任務で「秋風」と「最上川丸」はラバウルからラエへ向かい、7月27日にラバウルに戻った。8月1日、輸送任務で「最上川丸」を護衛してラバウルからカビエンへ向かう。8月4日、2隻はラバウルに戻った。
8月7日以降ガダルカナル島の戦いが始まると、第34駆逐隊（秋風、羽風、太刀風）もラバウルを拠点にして、護衛任務や強行輸送任務（鼠輸送）に投入された。
「秋風」は航空燃料および陸戦隊輸送任務で8月7日にラバウルからブカ島へ向かい、翌日ラバウルに戻った。
第一次ソロモン海戦における「秋風」は、水上機母艦「秋津洲」と共に日本軍基地航空隊（十一航空艦隊）不時着機の救助任務に従事している。9月1日、「秋風」はブカ島近海で空襲を受け小破。
9月9日、トラックで碇泊中であった「秋風」は礁外に潜望鏡らしきものを発見したと報じた。捜索が行われたものの潜水艦は発見されず、これは空母「雲鷹」のマストを見誤ったものであろうとされた。
10月25日、空襲を受け中破。本艦は損傷を受けながら、最前線で活動を続けた。
1942年（昭和17年）12月24日、日本海軍は南東方面艦隊（司令長官草鹿任一中将、参謀長中原義正少将）を編成するが、同艦隊司令部は第十一航空艦隊と兼務であり、「秋風」以下第34駆逐隊もひきつづき南東方面艦隊/第十一航空艦隊直属隊として行動した。
1943年2月21日、「秋風」は「秋津洲」を護衛してブインを出発。ナウルを経て2月26日にヤルートに着き、そこで「秋津洲」と別れた。
3月14日、「秋風」はニューアイルランド島カビエンを出発、15日にカイリル島、16日にロレンガンに立ち寄り、17日カビエン着、18日迄にはラバウルへ戻った。この航海中、下記の虐殺事件が発生した。

### 太平洋戦争中盤の行動
1943年（昭和18年）4月1日、第34駆逐隊（司令天谷嘉重大佐）は解隊され、「秋風」は第十一航空艦隊直属となった。隻数の減少にくわえ、もともと単艦行動が多かったため駆逐隊を編制する意味が薄れたためと思われる。「秋風」は4月3日に佐世保へ帰投し、続いて舞鶴海軍工廠で整備をおこなった。
5月25日、「秋風」は横須賀を出撃し、6月3日ラバウルに進出した。6月下旬以降、日本軍はニュージョージア島の戦いやブーゲンビル島の戦いなどで、米軍に圧倒されつつあった。7月27-28日にはニューブリテン島グロスター岬で駆逐艦2隻（三日月、有明）が座礁と空襲により沈没した。救助のため「秋風」が派遣され、2隻の乗組員を救助した。8月2日、秋風はラバウル南方で空襲を受け、大破する。艦長の佐部鶴吉少佐を含め秋風の主要幹部はほぼ戦死し、兵曹長（掌砲長）が指揮をとってラバウルに戻った。宮田敬助（当時、駆逐艦嵐水雷長。秋風水雷長の寺田武夫中尉は、海兵同期）によれば、「秋風」の艦橋はつぶれ、マストと一番煙突は跡形もなかったという。後任の艦長は、三日月沈没時の艦長だった山崎仁太郎少佐（海兵58期）になった。
9月6日に佐世保へ帰投、つづいて舞鶴に回航されて修理をおこなった。11月4日、「秋風」は舞鶴を出撃し、11月18日にラバウルへ到着した。ふたたび南東方面の最前線で、輸送任務や護衛任務に従事する。12月1日、被曳航タンカー「第二十南油」を曳航していた海軍徴傭船「康寧丸」（中村汽船、2,345トン）がアメリカ潜水艦「ピート」の雷撃で撃沈されてしまった。そのため護衛の水雷艇「鴻」が第二十南油を曳航したものの風浪により切断されてしまう。4日、「秋風」は現場に到着し「第二十南油」を曳航するが、翌5日朝に風浪により曳航索が切れてしまう。曳航のメドがたたないため「秋風」は「鴻」と共に周辺を警戒。6日朝に駆逐艦「夕凪」が到着し、「第二十南油」を曳航するもこれも失敗。「鴻」と「夕凪」は燃料欠乏により6日に現場を離れてラバウルへ向かった。入れ替わりに吹雪型駆逐艦「天霧」（駆逐艦長花見弘平少佐）がやってきたが、7日、「秋風」の右舷に「天霧」の艦首が衝突し、双方ともに損傷する。「秋風」は応急修理のためカビエンへ向かい、「天霧」は「第二十南油」を曳航したがこれも失敗し、損傷部の状況を考慮し「第二十南油」を残しカビエンに向かった。以後「第二十南油」は消息不明となり、17日に沈没認定がされた。12月21日、「秋風」はラバウルで空襲を受けて損傷し、トラック泊地で応急修理をおこなった。

### 太平洋戦争終盤の行動
1944年（昭和19年）1月23日、「秋風」はトラック泊地を出撃、ラバウルに進出して輸送任務に従事した。2月17日、中部太平洋における日本海軍の最大拠点トラック泊地は、米軍機動部隊艦載機による大規模空襲を受け、停泊していた艦艇や地上基地航空隊は大損害を受ける（トラック島空襲。峯風型では太刀風が沈没）。米軍機動部隊が去ったあと損傷艦を退避させることになり、駆逐艦複数隻（秋風、藤波、春雨〈途中合流〉）は工作艦「明石」、標的艦「波勝」を護衛してパラオ泊地へむかった。これ以降、「秋風」はパラオ、トラック泊地、サイパン島方面の船団護衛任務に従事した。4月22日、「秋風」はサイパンを出発し、4月26日に横須賀へ到着、続いて舞鶴に移動した。
5月1日、「秋風」（舞鶴鎮守府籍）と「松風」（横須賀鎮守府籍）は佐世保鎮守府に転籍した。同時に卯月型駆逐艦2隻（卯月、夕月）の第30駆逐隊に編入され、同隊は駆逐艦4隻（卯月、夕月、秋風、松風）となった。第30駆逐隊は第三水雷戦隊（司令官中川浩少将）の麾下であった。「秋風」は機動部隊（指揮官小沢治三郎海軍中将、第一機動艦隊司令長官）附属となり、フィリピン方面で船団護衛任務に従事した。
この時期、第30駆逐隊の駆逐艦は次々に失われた。6月9日、30駆僚艦「松風」は第3606船団を護衛中に米潜水艦「ソードフィッシュ」に撃沈される。そこで日本海軍は8月20日附で第22駆逐隊を解隊し、同隊所属だった駆逐艦2隻（皐月、夕凪）を第30駆逐隊に編入する。また先のサイパン島地上戦で第三水雷戦隊司令部は玉砕しており、日本海軍は軽巡洋艦「五十鈴」と三水戦の残存艦艇、さらに新造の松型駆逐艦や海防艦をくわえ、連合艦隊の隷下に第三十一戦隊（司令官江戸兵太郎少将）を新編した。第30駆逐隊（卯月、夕月、秋風、皐月、夕凪）も第三十一戦隊に所属する。第三十一戦隊新編から間もない8月25日、「夕凪」は米潜水艦「ピクーダ」に撃沈され、9月21日には「皐月」がマニラで空襲を受け沈没した。第30駆逐隊は駆逐艦3隻（卯月、夕月、秋風）編制となった。
9月26日、「秋風」は佐世保にもどった。捷一号作戦にともなうレイテ沖海戦では、小沢機動部隊のタンカー「仁栄丸」を護衛している。第二補給部隊（タンカー〈仁栄丸〉、駆逐艦〈秋風〉、海防艦〈31号、43号、132号〉）という編成である。10月24日、秋風駆逐艦長指揮下の第二補給部隊は呉を出撃、豊後水道を南下した。 10月25日、高知県足摺岬沖合で第132号海防艦が米潜水艦に雷撃されて大破（船体切断）、呉に引き返した。続いて米潜水艦スターレットが補給部隊を襲撃し、「仁栄丸」を撃沈する。護衛対象の消滅により、連合艦隊は海防艦2隻（31号、43号）に台湾への移動とタンカー「良栄丸」の護衛を命じた。

### 沈没
仁栄丸の護衛に失敗したあと、「秋風」はフィリピン方面への『緊急輸送作戦』に従事する空母「隼鷹」を護衛することになった。この任務における「隼鷹」は空母でありながら航空機をまったく搭載せず、その格納庫に戦艦「大和」を含む第二艦隊（栗田艦隊）用の砲弾、第三十一根拠地隊向けの砲弾、第1挺進集団の一部、第七震洋隊の水上特攻艇「震洋」50隻と基地隊員130名を搭載したという。輸送部隊は隼鷹艦長を指揮官とし、軍艦2隻（空母〈隼鷹〉、軽巡洋艦〈木曾〉）、第30駆逐隊（司令澤村成二大佐：夕月、卯月、秋風）で編制されている。しかし艦隊の動向は米軍に察知されており、米潜水艦複数（ジャラオ、アトゥル、ピンタド等）からなるウルフパックが「隼鷹」を狙っていた。
隼鷹隊は10月30日に佐世保を出発、「秋風」は31日になって合流した。台湾・馬公市に立ち寄ったのちブルネイに向け移動中の11月3日夜、米潜水艦「ピンタド (USS Pintado, SS-387)」が「隼鷹」に対して魚雷6本を発射した。ピンタドの魚雷は「隼鷹」ではなく「秋風」に命中し、22時53分の大爆発により「秋風」の艦体は分断され、艦尾部分は22時58分に沈没した。「夕月」が救援にあたるが、秋風乗組員は山崎艦長ふくめ全員行方不明（戦死認定）となった。「ピンタド」は護衛艦艇（卯月、夕月）の爆雷攻撃を受けて退避し、「隼鷹」は難を逃れた。「秋風」の沈没地点はルソン島サンフェルナンド西方北緯16度50分 東経117度11.9分 / 北緯16.833度 東経117.1983度。「秋風」が「隼鷹」の楯となったのか、「隼鷹」を狙って外れた魚雷が偶然「秋風」に命中したのかは定かではない。
1945年（昭和20年）1月10日、「秋風」は峯風型駆逐艦、帝国駆逐艦籍
のそれぞれから除籍された。また多号作戦で第30駆逐隊残存の2隻（夕月、卯月）も沈没しており、同日附で第30駆逐隊も解隊された。
現在、「秋風」の慰霊碑は呉海軍墓地にあり、隣には空母「隼鷹」の慰霊碑が建立されている。

## 駆逐艦秋風虐殺事件
1943年（昭和18年）3月18日、南東方面艦隊（司令長官草鹿任一中将）の指揮下で行動中、ニューギニアの戦いにおいて日本軍が進出したニューギニア島東部（東部ニューギニア）から、南東方面における日本軍の中心基地ニューブリテン島ラバウルへ向け、欧米各国などの現地在住民間人を「秋風」にて移送中、秋風艦上において乗員がその全員を処刑した事件。
北東部ニューギニアは古くはドイツ植民地帝国の植民地であり（ドイツ領ニューギニア、第一次世界大戦によるドイツ敗戦以降は同島南東部を領有していたオーストラリアの委任統治領となる）、現地には宣教師や農園主等としてドイツ人ら欧米各国人が入植していた。当時、ラバウル方面の作戦全般を指揮していた南東方面艦隊（司令長官草鹿任一中将、参謀長中原義正少将）は、東部ニューギニア・中部ソロモンの防備をかためるため航空基地整備を企図しており、3月9日に「南東方面基地設営計画」、14日に「南東方面基地整備計画」を発令し、4月15日を目標に21ヶ所の陸上基地（新設10）・12ヶ所の水上機基地（新設6）を整備しようとしていた。
被害者の内訳は以下の通り。
- カイリルー島の26名（修道士12名、修道女11名、2〜7歳の中国人児童3名）
- マヌス島の40名（神父と修道女各3名、ドイツ人宣教師夫妻2組と子供1名、ドイツ人農園主2名、中国人2名と原住民3名）
- ほか、少なくとも5名のオランダ人、1名のハンガリー人、1名のアメリカ人[92]

戦後、連合国は本事件を調査。「秋風」が所属していた当時の第八艦隊司令長官三川軍一海軍中将および、参謀長大西新蔵海軍少将をB級戦犯に指名、1947年（昭和22年）1月に拘束した。事件当時の秋風艦長である佐部鶴吉海軍少佐をふくめ秋風主要士官は1943年（昭和18年）8月2日の秋風大破時に戦死、また「秋風」自体も乗員諸共に戦没（事件当時の秋風乗組員は転勤のため生存者がいる）、裁判の焦点は事件当時の「秋風」所属および命令元となった。
裁判において第二復員省および草鹿任一（当時の南東方面艦隊司令長官）や第八艦隊関係者は事件当時の「秋風」が第八艦隊（三川長官、大西参謀長）の指揮下にあったと主張した。
これに対し三川・大西の両名は、事件当時の「秋風」が南東方面部隊（指揮官草鹿任一中将、南東方面艦隊司令長官）の指揮下、南東方面艦隊の命令を受けて行動していたと反論する（両名の主張が正しかった場合、草鹿任一元中将が秋風事件の戦犯となる）。また1943年3月〜4月のラバウル方面は、第81号作戦(ビスマルク海海戦)や『い号作戦』実施のため、連合艦隊、南東方面艦隊（第十一航空艦隊）、第三艦隊、第八艦隊、日本陸軍の指揮系統が複雑に絡み合っていた。
1948年（昭和23年）10月上旬、小口茂秋風機関長や秋風乗組員等が被告側の証人となる。10月15日、土肥一夫（海軍兵学校54期）は南東方面艦隊の戦時日誌を裁判に提出した。これにより虐殺事件時の「秋風」が南東方面艦隊（司令長官草鹿任一中将。第十一航空艦隊司令長官兼務）の命令を受けていたことが明らかになる。同年10月18日、三川と大西の2名は起訴却下となった。大西は、冷戦によりアメリカの対日政策がかわり、草鹿が起訴される恐れがなくなったことが、第二復員省による南東方面艦隊の戦時日誌提出につながったと推測している。
軍事評論家の伊藤正徳は著書『連合艦隊の栄光』の中で、以下のようなエピソードを紹介している。アメリカ軍はソロモン諸島における日本軍（航空隊、艦隊）の動向をいち早く察知するため、多数のコースト・ウォッチャーズ（沿岸監視員）を配置して諜報活動を行っていた。沿岸監視員は軍人だけでなく民間人も多く、無線機でアメリカ軍に連絡をとっていた。ソロモン作戦の後期、日本軍は電波探知により諜報網を検挙、スパイとみなしたドイツ人、オーストラリア人、豪州人等、現地人、すくなくとも60名以上を駆逐艦の甲板上で処刑したという。

## 歴代艦長
※『艦長たちの軍艦史』228-229頁及び『官報』による。階級は就任時のもの。

### 艤装員長
- 山本松四 少佐：1920年12月15日[96] -

### 駆逐艦長
- 山本松四 少佐：1921年4月1日[97] -
- （心得）山本松四 少佐：不詳 - 1922年12月1日[98]
- 山本松四 中佐：1922年12月1日[98] - 1923年11月10日[99]
- （心得）山本弘毅 少佐：1923年11月10日 - 1924年12月1日[100]
- 清水長吉 少佐：1924年12月1日 - 1925年12月1日[101]
- 伊藤長 少佐：1925年12月1日 - 1929年2月1日[102] ※1926年12月1日より予備艦
- 津田源助 少佐：1929年2月1日 - 1929年11月1日
- 平塚四郎 少佐：1929年11月1日 - 1931年12月1日 同日より予備艦
- （兼）田原吉興 少佐：1931年12月1日 - 1932年2月12日[103]
- （兼）有賀幸作 少佐：1932年2月12日 - 1932年12月1日
- 大江覧治 少佐：1932年12月1日 - 1933年11月1日
- 小田操 少佐：1933年11月1日 - 1934年8月10日[104]
- 中村健夫 大尉：1934年8月10日 - 1934年10月18日[105]
- 山代勝守 少佐：1934年10月18日[105] - 1935年10月31日[106]
- 山本皓 少佐：1935年10月31日[106] - 1937年3月20日[107] ※1937年3月20日より予備艦
- （兼）勝見基 少佐：1937年3月20日[107] - 1937年8月18日[108]
- （兼）馬渡重和 少佐：1937年8月18日[108] - 1937年10月26日[109]
- （兼）勝見基 少佐：1937年10月26日[109] - 1937年12月15日[110]
- 赤沢次寿雄 少佐：1937年12月15日 - 1938年3月5日[111]
- 青木久治 少佐：1938年3月5日 - 1938年12月15日[112]
- 有本輝美智 少佐：1938年12月15日 - 1939年11月15日[113]
- 東日出夫 少佐：1939年11月15日 - 1941年4月10日[114]
- 森卓次 少佐：1941年4月10日 -
- 佐部鶴吉 大尉：1942年10月25日 - 1943年8月2日戦死
- 山崎仁太郎 少佐：1943年8月10日 - 1944年11月3日戦死